# Marcus Schenkenberg
 (décembre 2011).
 (décembre 2011).
Si vous disposez d'ouvrages ou d'articles de référence ou si vous connaissez des sites web de qualité traitant du thème abordé ici, merci de compléter l'article en donnant les références utiles à sa vérifiabilité et en les liant à la section « Notes et références ».
Marcus Schenkenberg (de son vrai nom Marcus Lodewijk Schenkenberg van Mierop), né le 4 août 1968, est un mannequin et acteur suédois. On le voit également dans la série V.I.P..

## Biographie
Marcus Schenkenberg possède la double nationalité suédoise et néerlandaise.
Il a créé son propre parfum avec l'entreprise allemande LR Health & Beauty Systems. Celui-ci est vendu en exclusivité par les partenaires de vente agréés LR. Une autre gamme de produits LR a été créée en collaboration avec Marcus Schenkenberg, PLATINUM by Marcus Schenkenberg. Il s'agit d'une gamme de soins anti-âge innovants conçus spécialement pour les hommes. En 2010, PLATINUM a reçu le 3e prix au BSB Innovation Awards pour le produit fini le plus innovant contenant de la nanotechnologie (nanoparticules de platine).
Il est connu pour avoir été l'égérie de Calvin Klein[réf. nécessaire]. Il a défilé pour de nombreuses marques telles que Versace, Giorgio Armani et Donna Karan. Il a aussi été le compagnon de Pamela Anderson qu'il a failli épouser[réf. nécessaire]. Il est devenu coach sportif en Suède[réf. nécessaire].
En 2019 il participe à la version allemande de The Masked Singer, et est éliminé au 4e épisode. Son costume était l'écureuil.